# Teofila Romanowytsch

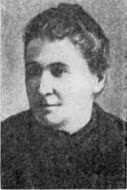
Teofila Romanowytsch

Teofila Romanowytsch (ukrainisch Теофіла Романович, bürgerlich Teofila Fedoriwna Roschankowska, ukrainisch Теофіла Федорівна Рожанковська, * 16. Mai 1842 in Dowhopillja, Herzogtum Bukowina; † 16. Januar 1924 in Czernowitz, Königreich Rumänien) war eine ukrainische Theaterschauspielerin.

## Biografie
Sie wurde in der Familie des ukrainischen griechisch-katholischen Priesters Teodor Roschankowskyj geboren. In den Jahren 1867 bis 1880 war sie mit Unterbrechungen Künstlerin des Theaters der Ruthenischen Konversationsgesellschaft in Lwiw und von 1874 bis 1880 dessen Direktorin. 1875 lud sie Marko Kropywnyzkyj als Schauspieler und Regisseur in dieses Theater ein. Romanowytsch trat auch in Ternopil und Kamjanez-Podilskyj auf.
In den Jahren 1881 bis 1882 leitete sie ihre eigenen Schauspielgruppen, mit denen sie in der Dnepr-Ukraine, Galizien und Polen auf Tournee ging. Von 1883 bis 1885 arbeitete sie in einem Laientheater in Czernowitz.
Zu ihren Rollen gehörten Terpylicha in Natalka Poltawka, Odarka in Swatannja na Hontschariwzi von Hryhorij Kwitka-Osnowjanenko, Stecha in Nasar Stodolja von Taras Schewtschenko, Marffa Kabánowa in Gewitter und Arina in Die Heirat.